# Черемшан
Черемша́н (тат. Чирмешән) — село, административный центр Черемшанского района Республики Татарстан.

## Этимология
Поселение получило свой название по реке Большой Черемшан.

## География
Расположено на юге Татарстана, у административной границы с Самарской областью, на месте впадения реки Яурка в Большой Черемшан, в 26 км к северу от железнодорожной станции Шентала.
Село расположено в лесостепной зоне на реке Большой Черемшан. Земли богаты чернозёмом.

## История
В 1741 году основана Черемшанская крепость, как часть Закамской укреплённой линии, заселена пахотными солдатами, а до них, по словам В. Н. Татищева, «селились там одни беглые и беспутные гуляки и плуты».
До Советской власти по территориально-административному делению относилось к Самарской губернии.

## Население
| 1959  | 1970  | 1979  | 1989  | 2002  | 2010  | 2017  |
| ----- | ----- | ----- | ----- | ----- | ----- | ----- |
| 3136  | ↗3548 | ↗3816 | ↗4452 | ↗5635 | ↗5927 | ↗6596 |
| 2021  |       |       |       |       |       |       |
| ↘6439 |       |       |       |       |       |       |

## Экономика

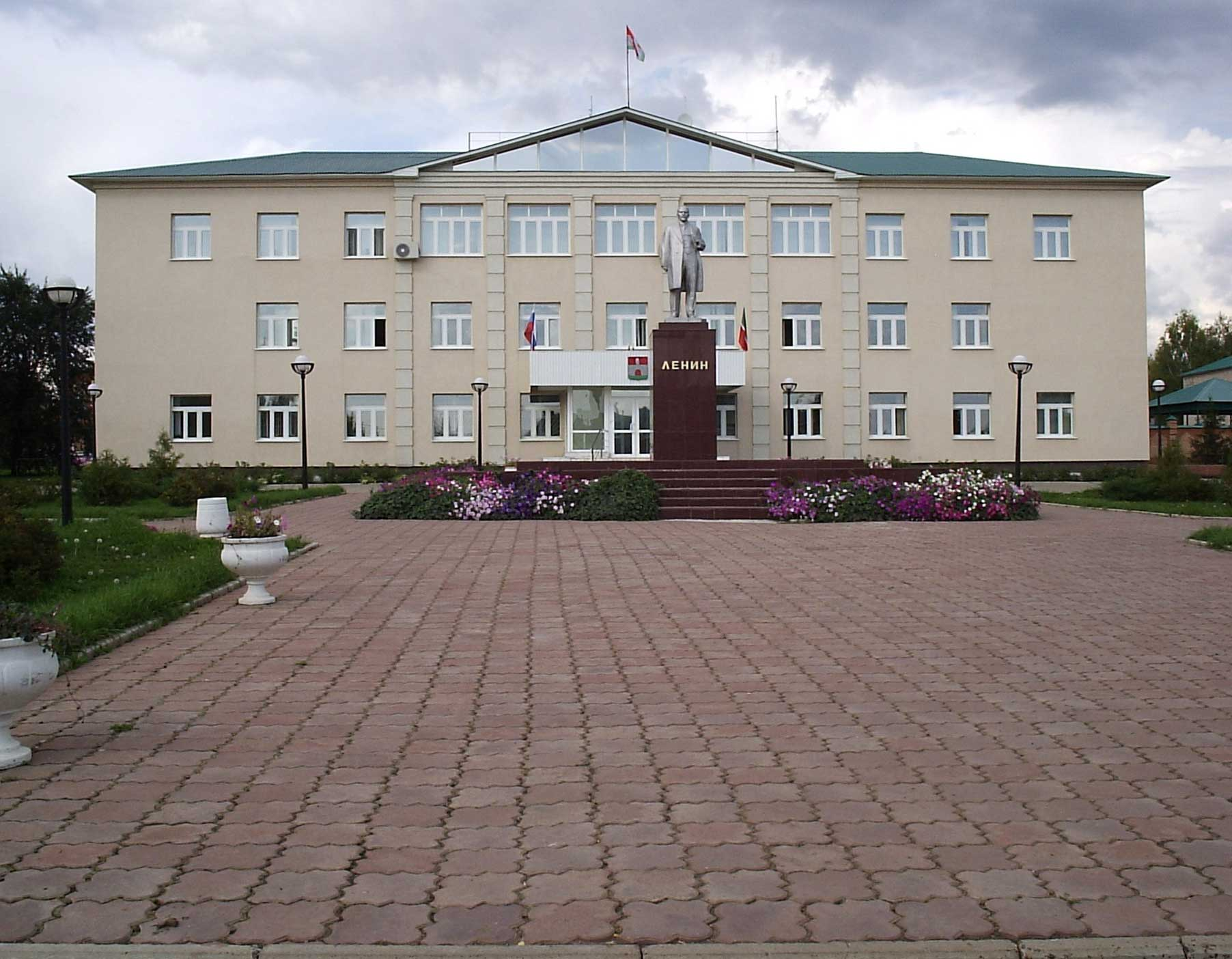
Здание совета местного самоуправления с. Черемшан

Основной экономической составляющей бюджета Черемшана является нефтедобыча.
Кроме того, в селе расположены:
- ООО Черемшанский лесхоз
- ООО «ЧеремшанДорСтрой»
- ГУ «Черемшанское лесничество»
- ООО «Черемшанский кирпичный завод»
- ПО «Черемшанский хлебокомбинат»